# Gerard van Horne (1560-1612)

wapen van Horne

Gerard van Horne (1560 - Boxtel, 7 februari 1612) was de eerste graaf van Baucigny, baron van Boxtel en heer van Liempde en gouverneur van Mechelen.
Hij was de zoon van Jan van Horne (1531-1606) en Maria van Sint-Aldegonde. In 1595 trouwde hij met Honorine van Wittem. Zij kregen drie kinderen:
- Honorine van Horne (1595-1662)
- Maria Francisca van Horne (1600-1655), sinds 1633 gehuwd met Willem Bette, markies van Lede
- Ambrosius van Horne (1609-1656)

In 1580 verkreeg Gerard de bezittingen van zijn vader die in 1578 verbeurdverklaard waren door koning Filips II wegens diens sympathie voor Willem van Oranje. Gerard echter bleef koningsgezind en katholiek.
Door zijn huwelijk kwam ook het kasteel van Overijse in het bezit van Gerard. Ook kreeg hij aldus een groot huis in Brussel, dat later Hotel van Horne zou heten. Het werd omstreeks 1910 gesloopt.
Gerard verbleef de meeste tijd in Overijse en Brussel en was in dienst van de aartshertog en de koning, namens wie hij onderhandelingen voerde met koning Hendrik IV van Frankrijk. De laatste verhief in 1580 de heerlijkheid Baucigny tot graafschap.
Gerard werd begraven te Overijse.
Na zijn dood werd zijn weduwe, Honorine van Wittem, erfvrouwe van de heerlijkheden.